# Строкаторибалоччині
Строкаторибалоччині (Cerylinae) — підродина сиворакшоподібних птахів родини рибалочкових (Alcedinidae). Включає 3 родів і 9 видів.

## Поширення
Представники цієї спеціалізованої на поїданні риби підродини поширені в Азії, Африці і Америці. До підродини строкаторибалоччиних належать всі шість видів американських рибалочок. Генетичні дослідження показують, що ця підродина виникла в Азії і двічі колонізувала Новий Світ: вперше близько 8 мільйонів років тому, що дало початок зеленим рибалочкам, а вдруге приблизно 1,9 мільйонів років тому, що дало початок північним і неотропічним рибалочкам-чубаням.

## Роди
- Зелений рибалочка (Chloroceryle) — 4 види
- Рибалочка-чубань (Megaceryle) — 4 види
- Строкатий рибалочка (Ceryle) — 1 вид (рід монотиповий)